# Rising City (Nebraska)
Rising City je selo u američkoj saveznoj državi Nebraska. Prema popisu stanovništva iz 2010. u njemu je živjelo 374 stanovnika.